# 594913 아일로차흐님
594913 아일로차흐님(594913 ʼAylóʼchaxnim)은 항상 금성 궤도 내부를 공전하는 소행성으로 아티라 소행성군 중에서도 독자적인 소행성군으로 분류된다.

## 같이 보기
- 벌컨군